# Karpuzkaya, Şehitkamil
Karpuzkaya là một xã thuộc huyện Şehitkamil, tỉnh Gaziantep, Thổ Nhĩ Kỳ. Dân số thời điểm năm 2011 là 416 người.